# Lưỡi lê

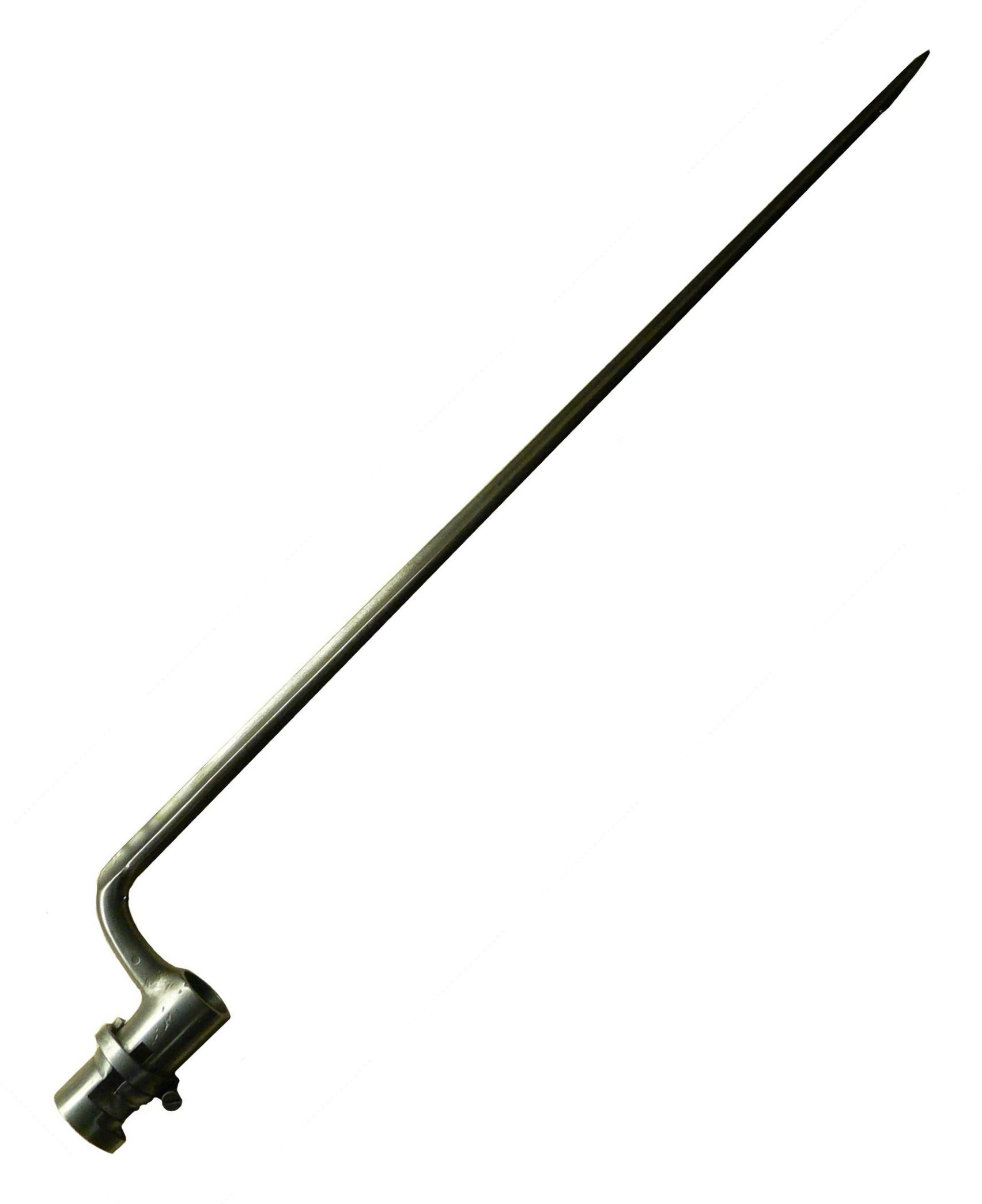
Lưỡi lê đầu thế kỷ 19

Lưỡi lê là vũ khí lạnh giống cây thương nhưng nhỏ hơn nhiều và thường lắp vào các khẩu súng trường tấn công và chiến đấu. Khoảng thế kỷ 19 lưỡi lê rất dài có khi chiều dài cả khẩu súng lẫn lưỡi lê có thể cao hơn đầu người nhưng hiện nay kích cỡ thu nhỏ lại nhiều, chỉ bằng một con dao găm.
Lưỡi lê chia làm hai loại: lê liền và lê rời.
Lê rời được sử dụng phổ biến trên các mẫu súng như AK-47, AKM, M1 Garand, Arisaka Type 38, M16, M14,... còn lê liền thường được sử dụng trên các mẫu súng trường Type 56 AK , K44 (Mosin Nagant) ,CKC ,... nhưng mấy mẫu súng được liệt kê trên lại chia làm hai loại nữa là lê ba cạnh và lê lưỡi thường làm phần lưỡi gắn liền với cán có chốt gài vào đầu nòng.
Ngoài để chiến đấu lưỡi lê còn được dùng để làm nhiệm vụ khác nhau ngoài đánh giáp lá cà, như lưỡi lê của AKM có thể dùng phần lưỡi gắn với vỏ tạo thành kìm để cắt dây thép gai hoặc để mở lon đồ hộp, lưỡi lê Shiki 38 có thể dùng để làm xiên nướng thịt và còn nhiều công dụng khác.